# Bolborhachium coronatum
Bolborhachium coronatum är en skalbaggsart som beskrevs av Johann Christoph Friedrich Klug 1843. Bolborhachium coronatum ingår i släktet Bolborhachium och familjen Bolboceratidae. Inga underarter finns listade.